# Brigita Bukovec
Brigita Bukovec (Lubiana, 21 marzo 1970) è un'ex ostacolista slovena.

## Palmarès

### Olimpiadi
- 1 medaglia:
  - 1 argento (Atlanta 1996 nei 100 m ostacoli)

### Mondiali indoor
- 1 medaglia:
  - 1 bronzo (Barcellona 1995 nei 60 m ostacoli)

### Europei
- 1 medaglia:
  - 1 argento (Budapest 1998 nei 100 m ostacoli)

### Europei indoor
- 1 medaglia:
  - 1 argento (Stoccolma 1996 nei 60 m ostacoli)

### Giochi del Mediterraneo
- 2 medaglie:
  - 1 oro (Narbonne 1993 nei 100 m ostacoli)
  - 1 argento (Bari 1997 nei 100 m ostacoli)

### Goodwill Games
- 1 medaglia:
  - 1 oro (San Pietroburgo 1994 nei 100 m ostacoli)

### Europei under 20
- 1 medaglia[1]:
  - 1 bronzo (Varaždin 1989 nei 100 m ostacoli)